# Xiphopenaeus
A Xiphopenaeus a felsőbbrendű rákok (Malacostraca) osztályának tízlábú rákok (Decapoda) rendjébe, ezen belül a Penaeidae családjába tartozó nem.

## Rendszerezés
A nembe az alábbi 2 faj tartozik:
- Xiphopenaeus kroyeri (Heller, 1862) - típusfaj
- Xiphopenaeus riveti Bouvier, 1907